# Baudouin d'Ibelin (mort en 1266)
Pour les articles homonymes, voir Baudouin d'Ibelin et Ibelin.
Baudouin d'Ibelin, né circa 1211, mort en 1266, fut un sénéchal des royaumes de Jérusalem et de Chypre.
Il était fils de Jean d'Ibelin le Vieux, seigneur de Beyrouth, et de sa femme Mélisende d'Arsouf.
Il épousa vers 1230 Alice, fille de Gautier de Bessan ou de Bethsan et de sa femme Théodora Comnène, et eut :
- Jean d'Ibelin († après 1250)
- Philippe d'Ibelin, connétable de Chypre, († 1304)
- Guy d'Ibelin († après 1270)
- Balian d'Ibelin († 1484/98)
- Hugues d'Ibelin († 1315)
- Mélisende d'Ibelin, morte jeune